# جاسوسی

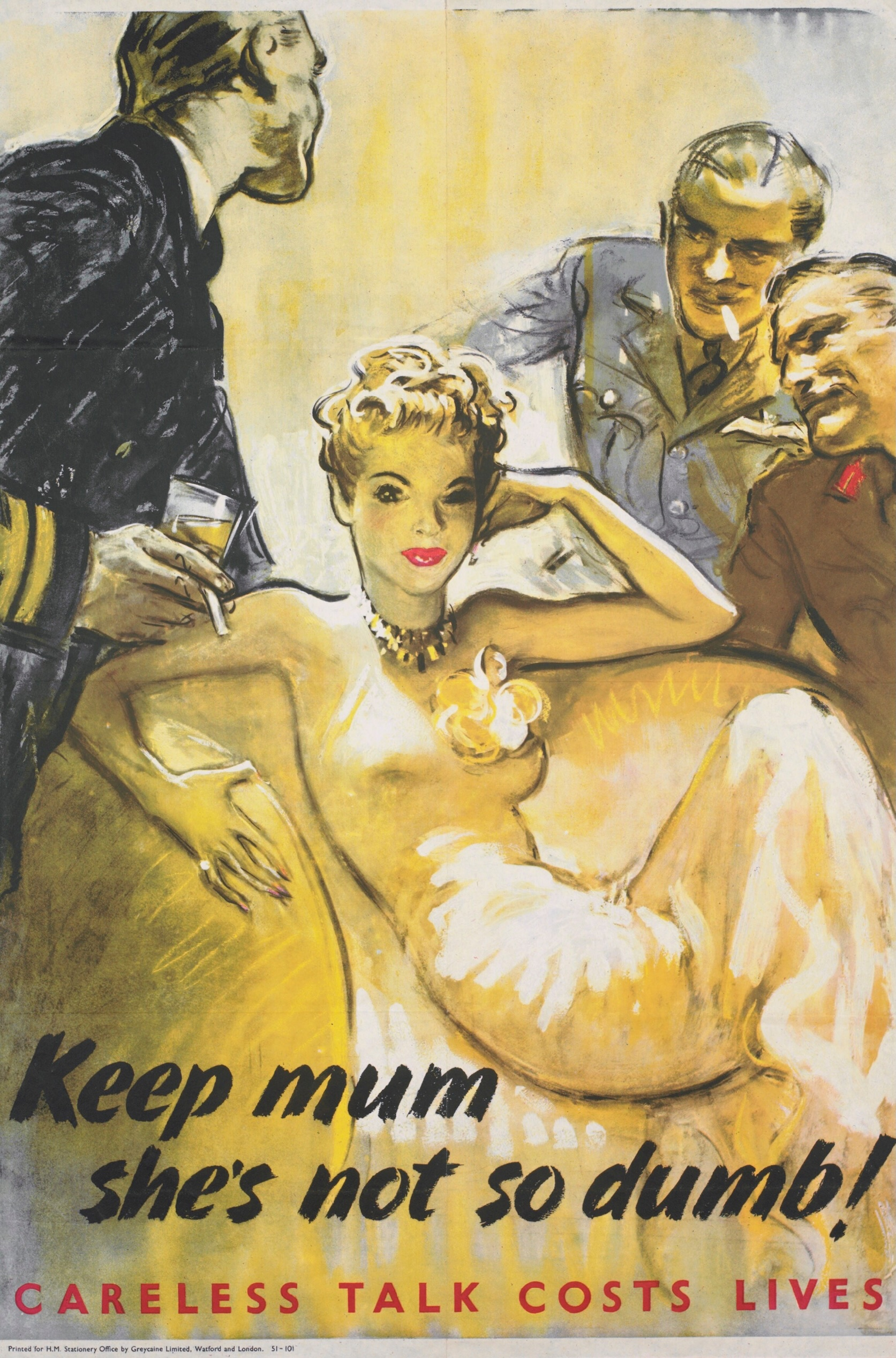
پوستر تبلیغاتی نیروهای مسلح بریتانیا در زمان جنگ جهانی دوم که سه افسر نیروی دریایی سلطنتی و نیروی هوایی سلطنتی و ارتش بریتانیا را در گرماگرم صحبت با یکدیگر و دورا دور زن زیبا و جوانی نشان می‌دهد که با دقت در حال گوش دادن به گفتگوهایشان است.

جاسوسی کار به‌دست آوردن اطلاعات طبقه‌بندی‌شده بدون اجازه و آگاهی صاحب آن است.
یکی از مصادیق بارز و قدیمی جرایم علیه امنیت ملی است. جاسوسی معمولاً جرمی سازمان‌یافته و در عین‌حال فراملی است چرا که در آن، اطلاعات حیاتی یک کشور، از طریق یک نظام سازمان‌یافته و منابع انسانی، نه ابزاری مثل ماهواره‌های اطلاعاتی کشورها، در اختیار کشور یا کشورهای دیگر قرار می‌گیرد.
گارو حقوقدان غربی در تعریف جاسوسی بیان می‌کند، جاسوسی عبارت است از: جمع‌آوری اطلاعات و تعلیمات اسناد قابل استفاده یک کشور خارجی بر ضد امنیت کشور خارجی دیگر. جاسوسی ممکن است که در سطح و اجتماعات کوچک‌تر نیز روی دهد. به عنوان مثال ممکن است بعضی از افراد اطلاعات خصوصی دیگران را بنا به انگیزه‌های مختلف جمع‌آوری کنند. هم چنین ممکن است بعضی از سایت‌ها یا نرم‌افزارها اطلاعات خصوصی افراد را جمع‌آوری کنند.

## نگارخانه

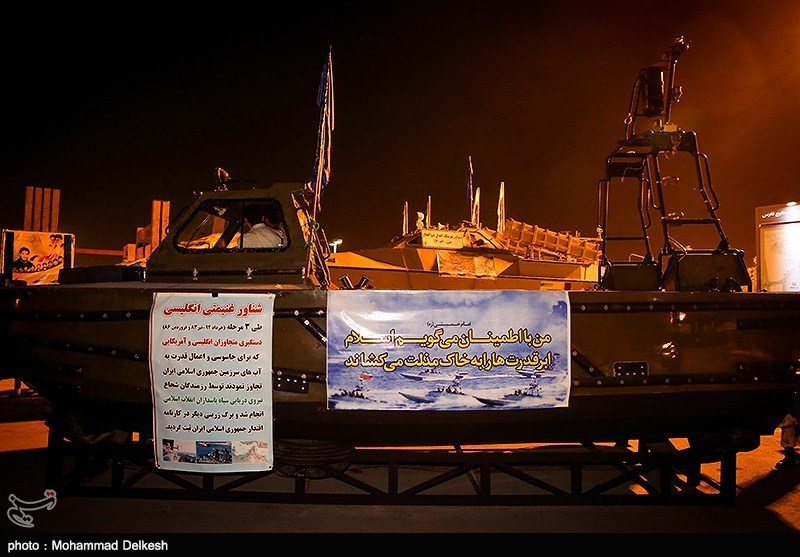
شناور انگلیسی به غنیمت گرفته شده توسط نیروی دریایی ارتش جمهوری اسلامی ایران به اتهام جاسوسی
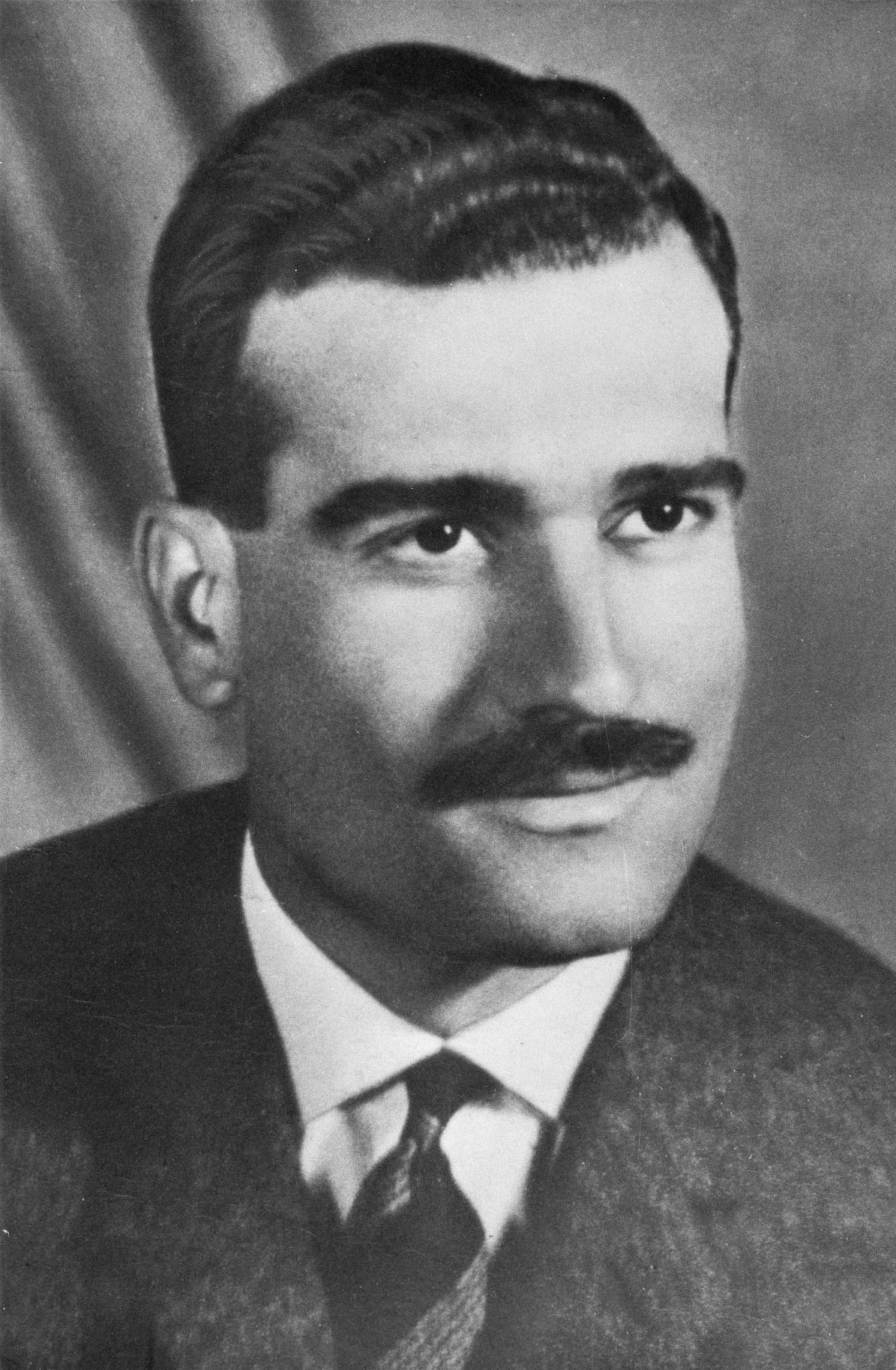
الی کوهن جاسوس اسرائیل در معاونت وزیر دفاع سوریه